# أندريه سايز
أندريه سايز (20 فبراير 1911 – 22 مارس 1988) لاعب كرة قدم بلجيكي راحل كان يجيد اللعب في خط الهجوم . لعب في عدة أندية في الدرجة العليا من 1928 إلى 1942 كما مثل منتخب بلجيكا في 9 مباريات دولية .
شارك سايز في مباراته الرسمية الأولى في الدوري مع نادي سيركل بروج في سنة 1928 أمام نادي بيرتشيم . انتهت المباراة بفوز سيركل بروج 2-0 . في موسمه الأول استطاع المساهمة في تحقيق بطولة الدوري .
في سنة 1935 انتقل سايز إلى نادي سانت فيتيرين وبقي فيه موسم واحد . في الموسم التالي انتقل إلى نادي بيرتشوت وساهم في الفوز ببطولة الدوري مرتين في 1938 و 1939 .
لعب سايز مباراته الدولية الأولى مع منتخب بلجيكا في مواجهة منتخب هولندا في 9 أبريل 1933 حيث خسرها البلجيكيون 1-3 حيث سجل أيضا هدفه الأول .

## وصلات خارجية
- أندريه سايز على موقع الاتحاد الدولي (مؤرشف)  (الإنجليزية)
- أندريه سايز على موقع الاتحاد البلجيكي (الإنجليزية)
- أندريه سايز على موقع قاعدة بيانات كرة القدم.إي يو (الإنجليزية)
- أندريه سايز على موقع ناشيونال فوتبول تيمز (الإنجليزية)
- أندريه سايز على موقع Soccerway.com (الإنجليزية)
- أندريه سايز على موقع عالم كرة القدم.نت (الإنجليزية)
- السيرة الذاتية[وصلة مكسورة]